# Bartos (település)
Bartos (szlovákul Bartošova Lehôtka) község Szlovákiában, a Besztercebányai kerületben, a Garamszentkereszti járásban.

## Fekvése
Körmöcbányától 6 km-re, délre található. Csaknem összeépült a szomszédos Sváb községgel.

## Története
1396-ban említik először. 1487-ben „Bartoslevka", 1534-ben „Barthoslehotha" alakban bukkan fel az írott forrásokban. 1487-ben az esztergomi érsekség birtoka. 1534-ben malma és 5 portája létezett. 1601-ben 31 ház állt a faluban. 1715-ben malma és 25 adózó háztartása volt, ebből kettő kézművescsaládé. 1828-ban 50 házában 316 lakos élt. Lakói mezőgazdasággal és déli, valamint ausztriai idénymunkákkal foglalkoztak.
A 18. század végén Vályi András így ír róla: „LEHOTA. Bartos Lehota. Elegyes falu Bars Várm. földes Ura a’ Besztercze Bányai Püspökség, lakosai katolikusok, fekszik Körmöcz Bányához 3/4 mértföldnyire, határja közép termékenységű, folyó vizében néha jó féle kövek is találtatnak."
A 19. század közepén Fényes Elek eképpen írja le: „Lehota (Bartos), tót falu, Bars vmegyében, Körmöczhöz 1 mfld. 316 kath. lak. Köves határ. F. u. a beszterczei püspök."
Borovszky monográfiasorozatának Bars vármegyét tárgyaló része szerint: „Bartos, a körmöczbányai völgyben fekvő tót kisközség, róm. katholikus vallású lakosokkal, kiknek száma 385. E község 1397-ben Lehota néven, mint a szentbenedeki apátság birtoka említtetik. 1487-ben Bartosleuka néven találkozunk vele. 1565-ben az esztergomi főkáptalan okmánytárában már Lehotka alakban fordul elő, a káptalan birtokakép. Később a beszterczebányai püspök lett a földesura, a ki itt most is birtokos. Van postája, távirója és vasúti állomása. Katholikus temploma 1732-ben épült."
A trianoni diktátumig Bars vármegye Garamszentkereszti járásához tartozott.
Mezőgazdasági jellegét később is megőrizte, lakói emellett fuvarozásból éltek. Később Garamszentkereszt és Körmöcbánya üzemeiben dolgoztak. Földműves szövetkezetét 1962-ben alapították.

## Népessége
| Év:            | 1994. | 2004.   | 2014.   | 2024.    |
| -------------- | ----- | ------- | ------- | -------- |
| Emberek száma: | 410   | 410     | 384     | 345      |
| Eltérés:       |       | +1,42 % | -6,34 % | -10,15 % |

| Év:            | 2023. | 2024.   |
| -------------- | ----- | ------- |
| Emberek száma: | 350   | 345     |
| Eltérés:       |       | -1,42 % |

1880-ban 294 lakosából 265 szlovák, 14 magyar és 13 német anyanyelvű volt, ebből 281 római katolikus, 7 izraelita és 6 evangélikus vallású.
1890-ben 385 lakosából 340 szlovák, 15 magyar, 13 német és 17 egyéb anyanyelvű volt, ebből 380 római katolikus és 5 izraelita.
1900-ban 417 lakosából 383 szlovák, 19 magyar, 15 német és 17 egyéb anyanyelvű volt, ebből 404 római katolikus, 7 evangélikus és 6 izraelita.
1910-ben 473 lakosából 403 szlovák, 39 magyar és 15 német anyanyelvű volt, ebből 454 római katolikus, 8 evangélikus, 5-5 református és izraelita és 1 görög katolikus.
1921-ben 489 lakosából 474 csehszlovák és 6 magyar volt.
1930-ban 518 lakosából 516 csehszlovák és 2 zsidó volt.
1991-ben 409 lakosából 406 szlovák volt.
2001-ben 421 lakosa mind szlovák volt.
2011-ben 399 lakosából 389 szlovák volt.
2021-ben 354 lakosából 338 szlovák, (+1) magyar, 2 (+1) egyéb és 14 ismeretlen nemzetiségű volt.

## Nevezetességei
- Nepomuki Szent János tiszteletére szentelt, római katolikus temploma a 15. században épült. 1732-ben barokk stílusban építették át.
- Nepomuki Szent János szobra 1783-ban készült.
- Barokk kápolnája, benne 18. századi szoborral.